# Balanococcus gahniicola
Balanococcus gahniicola är en insektsart som beskrevs av Jennifer M. Cox 1987. Balanococcus gahniicola ingår i släktet Balanococcus och familjen ullsköldlöss. Inga underarter finns listade i Catalogue of Life.